# Baryscapus multisetosus
Baryscapus multisetosus är en stekelart som beskrevs av Graham 1991. Baryscapus multisetosus ingår i släktet Baryscapus och familjen finglanssteklar.
Artens utbredningsområde är:
- Cypern.
- Frankrike.
- Grekland.
- Spanien.

Inga underarter finns listade.